# Velcro
Velcro ist ein Unternehmen, das anfangs durch seine textilen Klettverschlüsse (velcro strips) bekannt wurde.

## Geschichte
Die Velcro-Unternehmensgruppe produziert unter dem Markennamen „Velcro“ eine Reihe von Verschlussprodukten auf mechanischer Basis, einschließlich des textilen Klettverschlusses. Der ursprüngliche Klettverschluss wurde 1948 von dem Schweizer Elektroingenieur Georges de Mestral erfunden und 1955 patentiert. Anschließend wurde die Erfindung von ihm bis zur Markteinführung in den späten 1950er-Jahren verfeinert und zur technischen Herstellung weiterentwickelt.
Der von de Mestral entwickelte Verschluss besteht aus zwei Komponenten: einem textilen Streifen mit winzigen Haken (Hakenband), die in die kleinen Schlingen eines anderen textilen Streifens (Flauschband) eingreifen, sodass beide Streifen miteinander verbunden sind, bis sie durch Ziehen wieder getrennt werden. Anfänglich wurde Baumwolle verwendet, was sich als unpraktisch erwies, sodass schließlich Nylon und Polyester zum Einsatz kamen.
De Mestral nannte sein Unternehmen, welches das Verschlusssystem bis heute herstellt und vermarktet, „Velcro“. Dies ist eine Zusammensetzung aus den französischen Begriffen Velours („Samt“) und Crochet („Haken“).

## Patente und Handelsmarken
1957 meldete de Mestral seinen Klettverschluss in der Schweiz zum Patent an, welches ihm 1959 schließlich gewährt wurde. Das Originalpatent von de Mestral lief 1978 aus und damit traten auch die Nachahmer in den Markt ein. Velcro Companies entwickelte seine Klett-Technologie für andere industrielle und gewerbliche Anwendungen weiter und sicherte sich die geistigen Eigentumsrechte daran. Das Unternehmen nutzt häufig den Vertrag über die Internationale Zusammenarbeit auf dem Gebiet des Patentwesens (englisch Patent Cooperation Treaty – PCT) für internationale Patentanträge und hatte Ende 2010 134 PCT-Anträge gestellt.
Aufgrund der Nachahmer nach dem Auslaufen des Patents konzentrierte sich das Unternehmen auf die Markenstrategie. Um zu vermeiden, dass der Name „Velcro“ ein allgemeiner Begriff wird und damit die notwendige Unterscheidungskraft zur Aufrechterhaltung der Marke verloren geht, weist das Unternehmen stets darauf hin, dass „Velcro“ kein allgemeiner Name für ein Produkt, sondern der Name des Unternehmens bzw. einer Marke ist. Über Werbung, Produktliteratur und Marketingkampagnen informiert das Unternehmen die Verbraucher, dass nicht alle Klettverschlüsse echte Velcro-Markenprodukte sind.

## Produkte
Velcro Companies bietet Verschlusslösungen für eine Vielzahl an Branchen, einschließlich Verbrauchsgüterindustrie, Transport, Körperpflegemittelindustrie, Militär, Verpackungsindustrie, Bauindustrie, Bekleidungsindustrie und Landwirtschaft.
Zu den Produkten der Velcro-Unternehmensgruppe gehören:
- Selbstklebende Verschlüsse für allgemeine Anwendungen
- Kabelbinder und Gurte
- Heavy-Duty-Verschlüsse
- Textile Bänder und Verschlüsse
- Traditionelle Klettverschlüsse
- Gewebte, gewirkte und geformte Produkte
- Kinderbausätze

## Engagement
Die Neeson Cripps Academy, als Schule zertifiziert durch den Cambodian Children’s Fund (CCF) in Phnom Penh, wurde von Velcro Companies finanziert. Das Architekturbüro COOKFOX Architects, mit Hauptsitz in New York City, entwarf dafür ein ökoeffizientes Gebäude, dessen Fertigstellung planmäßig 2017 erfolgte.
Im Jahr 2015 lancierten die Velcro-Unternehmensgruppe und die Velcro-Markenbotschafterin und Design-Expertin Sabrina Soto einen jährlichen Wettbewerb zur Umgestaltung von Klassenräumen, der während der Lehrerbewertungswoche in den USA stattfindet. Der erste Gewinner aus Joplin, Missouri, erhielt zwei neugestaltete Klassenräume.

## Populärkultur
- 1968: Verschlüsse der Marke Velcro kommen bei Raumanzügen, Probensammeltaschen und Mondfahrzeugen zum Einsatz, die von Neil Armstrong und Buzz Aldrin mit zum Mond genommen werden.[12]
- 1984: Der amerikanische TV-Moderator David Letterman trägt einen Anzug aus Klettband der Marke Velcro und springt bei einem Interview mit dem US-Industrievertriebsleiter des Unternehmens gegen eine mit dem Produkt bedeckte Wand.[13]
- 2002: In der 2. Folge der 2. Staffel der Science-Fiction-Serie Star Trek: Enterprise, Carbon Creek, verkauft die Urgroßmutter der vulkanischen Wissenschaftsoffizierin T’Pol, T’Mir, eine mit Velcro versehene Tasche als „Erfindung, die die Welt verändern wird“, um Geld für das Collegestudium eines Freundes zu bekommen. Einer ihrer vulkanischen Kollegen, der am Ende der Folge auf der Erde verbleibt, trägt den Namen Mestral.[14]
- 2016: Lexus führt als Aprilscherz Sitze mit einer „Variable Load Coupling Rear Orientation – V-LCRO“ genannten Technologie ein, die den Fahrer mit Produkten der Marke Velcro am Sitz sichert, um aggressivere Kurvenfahrten zu ermöglichen.[15]